# Lichenochora heppiae
Lichenochora heppiae är en lavart som beskrevs av Cl. Roux 1994. Lichenochora heppiae ingår i släktet Lichenochora, ordningen Phyllachorales, klassen Sordariomycetes, divisionen sporsäcksvampar och riket svampar.   Inga underarter finns listade i Catalogue of Life.